# Santiago Aguilera
 Santiago Aguilera Sabine (Valladolid, 22 januari 1969) is een voormalig Spaans beachvolleyballer. Hij won eenmaal de zilveren medaille bij de Europees kampioenschappen.

## Carrière
Aguilera debuteerde in 1991 met Antonio Lopez Izquierdo in Almería in de FIVB World Tour. Vervolgens speelde hij in het seizoen 1992/93 drie wedstrijden met Javi Yuste, waarbij een zevende plaats in Enoshima het beste resultaat was. In 1994 werd hij met Javier Bosma tweede bij de EK in eigen land achter de Noren Jan Kvalheim en Bjørn Maaseide.

## Palmares
Kampioenschappen
- 1994:  EK